# Azincourt
Pour les articles homonymes, voir Azincourt (homonymie).
Ne pas confondre avec Agincourt, commune de Meurthe-et-Moselle
Azincourt est une commune française située dans le département du Pas-de-Calais en région Hauts-de-France. Ses habitants sont appelés les Azincourtois.
La commune fait partie, de la communauté de communes des 7 Vallées qui regroupe 66 communes et compte 29 425 habitants en 2022, et du Pays des Sept Vallées.
Elle est connue pour la bataille d'Azincourt qui s'est déroulée sur son territoire le 25 octobre 1415 pendant la guerre de Cent Ans et qui a débouché sur une défaite des Français face aux Anglais.
Une partie du territoire de la commune est située sur le site classé de la zone naturelle d'intérêt écologique, faunistique et floristique (ZNIEFF) des vallées de la Créquoise et de la Planquette.

## Géographie

### Localisation
Localisée dans le centre-sud du département du Pas-de-Calais, Azincourt est une commune rurale située, à vol d'oiseau, à 6 km au sud de la commune de Fruges, à 12 km au nord-est de la commune d'Hesdin-la-Forêt et à 25 km à l'est de la commune de Montreuil-sur-Mer (chef-lieu d'arrondissement).
Le territoire de la commune est limitrophe de ceux de neuf communes.
Les communes limitrophes sont Ruisseauville, Maisoncelle, Tramecourt, Canlers, Avondance, Planques, Fressin, Auchy-lès-Hesdin et Béalencourt.

### Géologie et relief
La superficie de la commune est de 8,46 km2 ; son altitude varie de 100  à   142 mètres.

### Hydrographie
Le territoire de la commune est situé dans le bassin Artois-Picardie. Elle n'est drainée par aucun cours d'eau,.

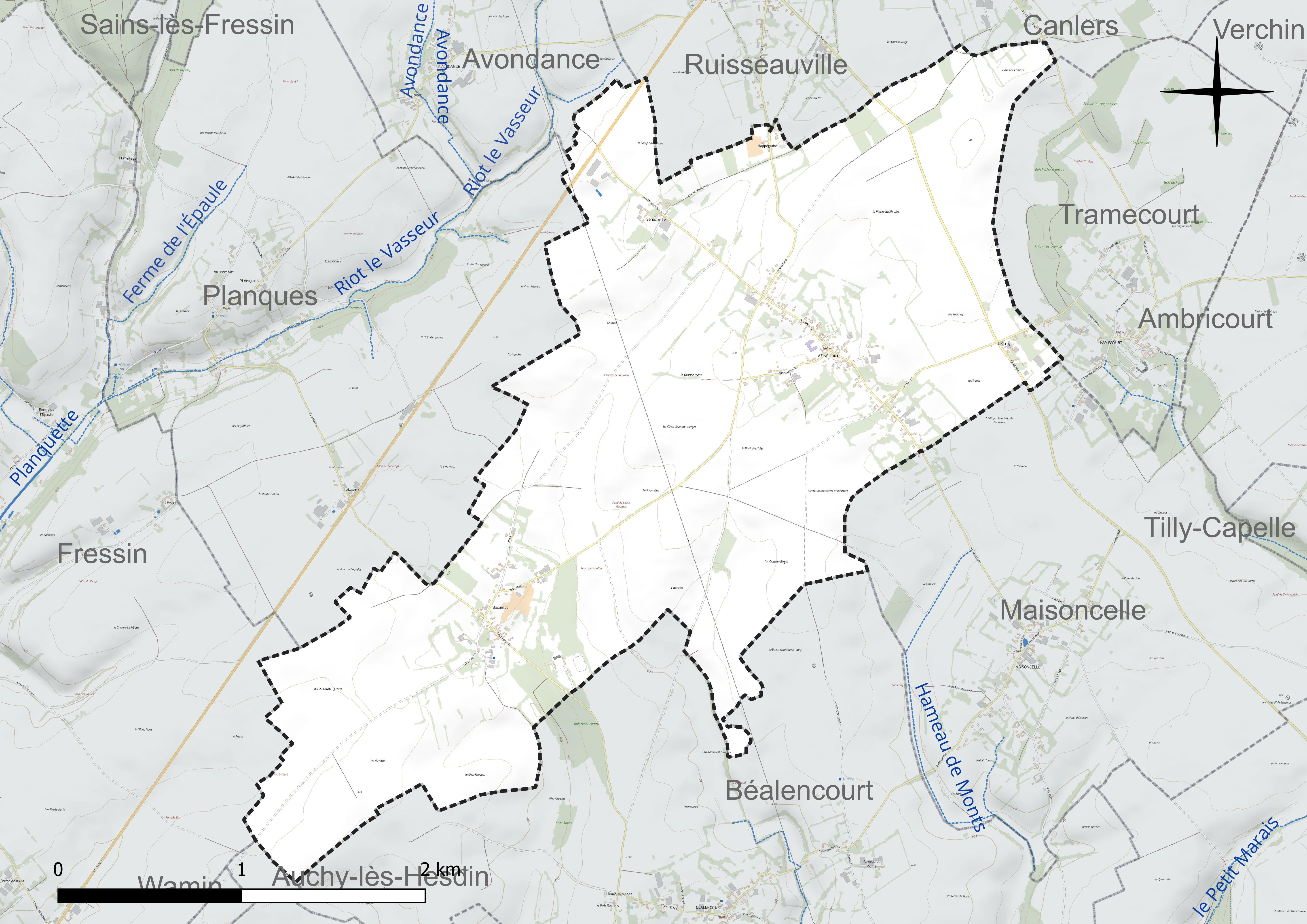
Réseau hydrographique d'Azincourt.

### Climat
Pour des articles plus généraux, voir Climat des Hauts-de-France et Climat du Pas-de-Calais.
En 2010, le climat de la commune est de type climat océanique altéré, selon une étude du CNRS s'appuyant sur une série de données couvrant la période 1971-2000. En 2020, Météo-France publie une typologie des climats de la France métropolitaine dans laquelle la commune est exposée à un climat océanique et est dans la région climatique Côtes de la Manche orientale, caractérisée par un faible ensoleillement (1 550 h/an) ; forte humidité de l'air (plus de 20 h/jour avec humidité relative > 80 % en hiver), vents forts fréquents.
Pour la période 1971-2000, la température annuelle moyenne est de 10,1 °C, avec une amplitude thermique annuelle de 13,7 °C. Le cumul annuel moyen de précipitations est de 861 mm, avec 12,7 jours de précipitations en janvier et 9 jours en juillet. Pour la période 1991-2020, la température moyenne annuelle observée sur la station météorologique la plus proche, située sur la commune de Radinghem à 9 km à vol d'oiseau, est de 10,5 °C et le cumul annuel moyen de précipitations est de 1 038,1 mm,. Pour l'avenir, les paramètres climatiques de la commune estimés pour 2050 selon différents scénarios d'émission de gaz à effet de serre sont consultables sur un site dédié publié par Météo-France en novembre 2022.

### Paysages
Pour un article plus général, voir Paysage en France.
La commune est située à la jonction de trois paysages tels qu'ils sont définis dans l'atlas de paysages de la région Nord-Pas-de-Calais, conçu par la direction régionale de l'Environnement, de l'Aménagement et du Logement (DREAL), : 
- les « paysages montreuillois », qui concernent 98 communes, se délimitent : à l'ouest par des falaises qui, avec le recul de la mer, ont donné naissance aux bas-champs ourlées de dunes ; au nord par la boutonnière du Boulonnais ; au sud par le vaste plateau formé par la vallée de l'Authie, et à l'est par les paysages du Ternois et du Haut-Artois. Les « paysages montreuillois », avec, dans leur axe central, la vallée de la Canche et ses nombreux affluents comme la Course, la Créquoise, la Planquette…, offrent une alternance de vallées et de plateaux, appelés « ondulations montreuilloises ». Dans ces paysages, et plus particulièrement sur les plateaux, on cultive la betterave sucrière, le blé et le maïs et les plateaux entre la Ternoise et la Créquoise sont couverts de vastes massifs forestiers comme la forêt d'Hesdin-la-Forêt, les bois de Fressin, Sains-lès-Fressin, Créquy…[12].

L’occupation des sols de la surface totale de ces « paysages montreuillois » est de 59,07 % de cultures, de 21,55 % de prairies naturelles, permanentes, de 12,02 % de forêts et de milieux semi-naturels, de 5,79 % d'espaces artificialisés avec les communes principales d'Étaples et Montreuil-sur-Mer, de 0,38 % de cours d'eau et plan d'eau, 0,41 % d'espaces industriels et de friches industrielles et de 0,14 % d’espaces dunaires ;
- les « paysages du Ternois », qui concernent 138 communes avec trois pôles d'attraction que sont Hesdin-la-Forêt à l'ouest, Saint-Pol-sur-Ternoise à l'est et, dans une moindre mesure, Frévent en lisière sud, sont délimités par deux cours d'eau : la Canche au sud et la Ternoise au nord. Ces paysages sont composés de plateaux, de vallées et de bocages. Les plateaux du Ternois montrent une structure tabulaire assez plane et une altitude assez régulière avec des points culminants entre 150  à   160 m[13].

Le territoire d'une vingtaine de kilomètres du nord au sud et d'est en ouest, est traversé par la D 939 reliant Saint-Pol-sur-Ternoise à Hesdin-la-Forêt, par la D 912 entre Saint-Pol-sur-Ternoise et Frévent et par la ligne ferroviaire de Saint-Pol-sur-Ternoise à Étaples dans la vallée de la Canche. La position excentrée, en l'absence de grands axes autoroutiers ou ferrés structurants, a permis au Ternois de conserver un caractère rural.
Au niveau de l'occupation des sols de ces « paysages du Ternois », les surfaces cultivées représentent 66,80 % de la surface totale et sont omniprésentes sur les plateaux avec majoritairement la culture de la betterave et de la pomme de terre, les prairies naturelles, permanentes 19 %, les forêts, comme la forêt d'Hesdin, et milieux semi-naturels 7,26 %, présentes dans les deux principales vallées de la Ternoise et de la Canche, les espaces artificialisés 3,22 % avec principalement les communes de Saint-Pol-sur-Ternoise, Hesdin-la-Forêt et Frévent, les espaces industriels 0,52 % et les cours d'eau et plans d'eau 0,21 % ;
- les « paysages des hauts plateaux artésiens », qui concernent 77 communes du Pas-de-Calais, se situent à l'extrémité ouest des collines de l'Artois qui traversent le Pas-de-Calais d'Arras au Boulonnais. L'altitude de ces paysages dépassent les 180 mètres. Ces dimensions sont modestes, d'une quinzaine de kilomètres du sud-est au nord-ouest et d'une vingtaine de kilomètres dans sa dimension la plus grande[14].

Les « paysages des hauts plateaux artésiens », appelés aussi « Haut Artois », se caractérisent par trois ensembles écopaysagers :
- - l'ensemble mésophile ouvert du plateau artésien calcaire ;
  - l'ensemble alluvial des fonds de vallée de la Lys et de l'Aa ;
  - l'ensemble calcicole des versants calcaires des vallées[14].

Le « Haut Artois » dispose d'une importante densité de corridors biologiques bien interconnectés.
Dans le « Haut Artois », pas de villes, c'est une des rares terres rurales de la région, les communes les plus importantes sont, du nord au sud, Lumbres, Fauquembergues et Fruges. Le « Haut Artois », drainé par l'Aa et la Lys, constitue le sommet de l'anticlinal artésien, paysage ventée, froid et aux précipitations importantes qui en font le château d'eau régional.
Leș cultures représentent 59,66 % des sols, les prairies 29,96 %, les forêts et milieux semi-naturels de 6,81 %, les espaces artificialisés 6,09 % avec les communes principales de Lumbres, Fruges et Fauquembergues, les espaces industriels 0.41 % et les cours d'eau et plans d'eau 0.08 %.

### Milieux naturels et biodiversité

#### Zone naturelle d'intérêt écologique, faunistique et floristique
L'inventaire des zones naturelles d'intérêt écologique, faunistique et floristique (ZNIEFF) a pour objectif de réaliser une couverture des zones les plus intéressantes sur le plan écologique, essentiellement dans la perspective d'améliorer la connaissance du patrimoine naturel national et de fournir aux différents décideurs un outil d'aide à la prise en compte de l'environnement dans l'aménagement du territoire.
Le territoire communal comprend une ZNIEFF de type 2 :
les vallées de la Créquoise et de la Planquette. Ces deux vallées se situent aux confins de deux régions naturelles : le Haut Pays d'Artois et le Ternois et constituent un des paysages ruraux traditionnels du Nord-Pas-de-Calais les mieux conservés.

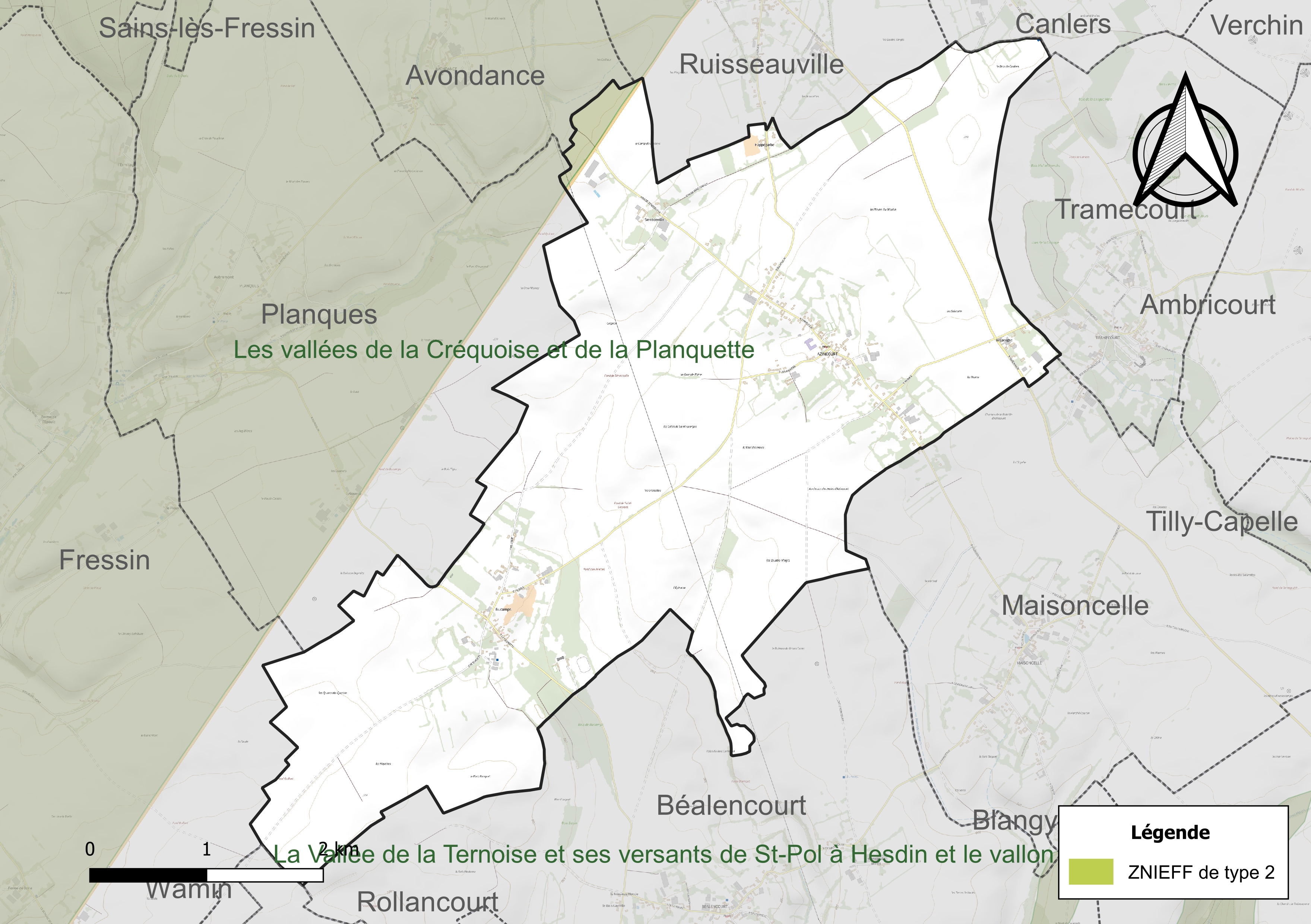
Carte de la ZNIEFF sur la commune.

## Urbanisme

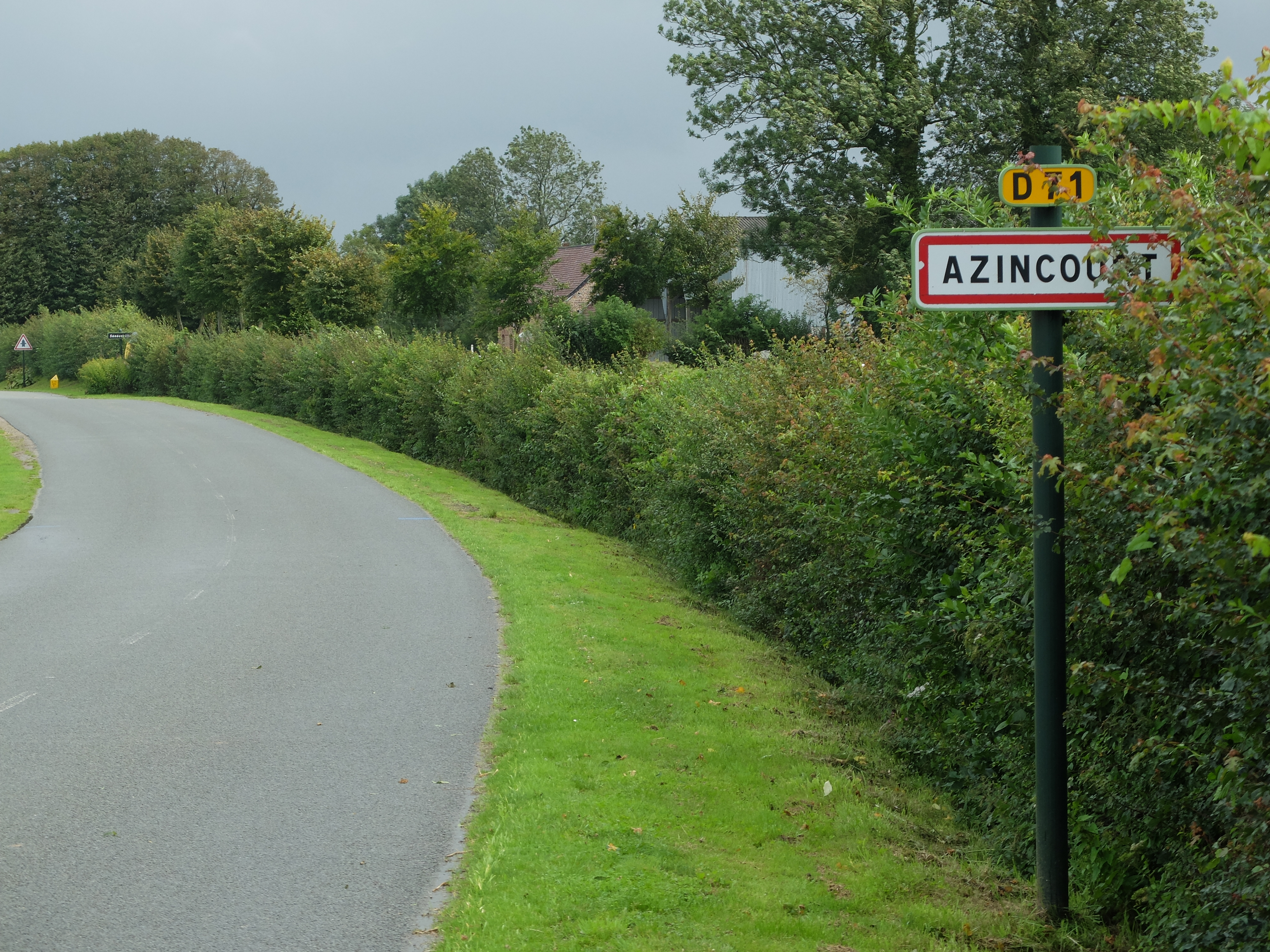
Une entrée de commune.

### Typologie
Au 1er janvier 2024, Azincourt est catégorisée commune rurale à habitat dispersé, selon la nouvelle grille communale de densité à sept niveaux définie par l'Insee en 2022.
Elle est située hors unité urbaine. Par ailleurs la commune fait partie de l'aire d'attraction de Fruges, dont elle est une commune de la couronne,. Cette aire, qui regroupe 22 communes, est catégorisée dans les aires de moins de 50 000 habitants,.

### Occupation des sols
L'occupation des sols de la commune, telle qu'elle ressort de la base de données européenne d'occupation biophysique des sols Corine Land Cover (CLC), est marquée par l'importance des territoires agricoles (97 % en 2018), en augmentation par rapport à 1990 (94,7 %). La répartition détaillée en 2018 est la suivante : 
terres arables (73 %), prairies (21,7 %), zones urbanisées (3 %), zones agricoles hétérogènes (2,3 %). L'évolution de l'occupation des sols de la commune et de ses infrastructures peut être observée sur les différentes représentations cartographiques du territoire : la carte de Cassini (XVIIIe siècle), la carte d'état-major (1820-1866) et les cartes ou photos aériennes de l'IGN pour la période actuelle (1950 à aujourd'hui).

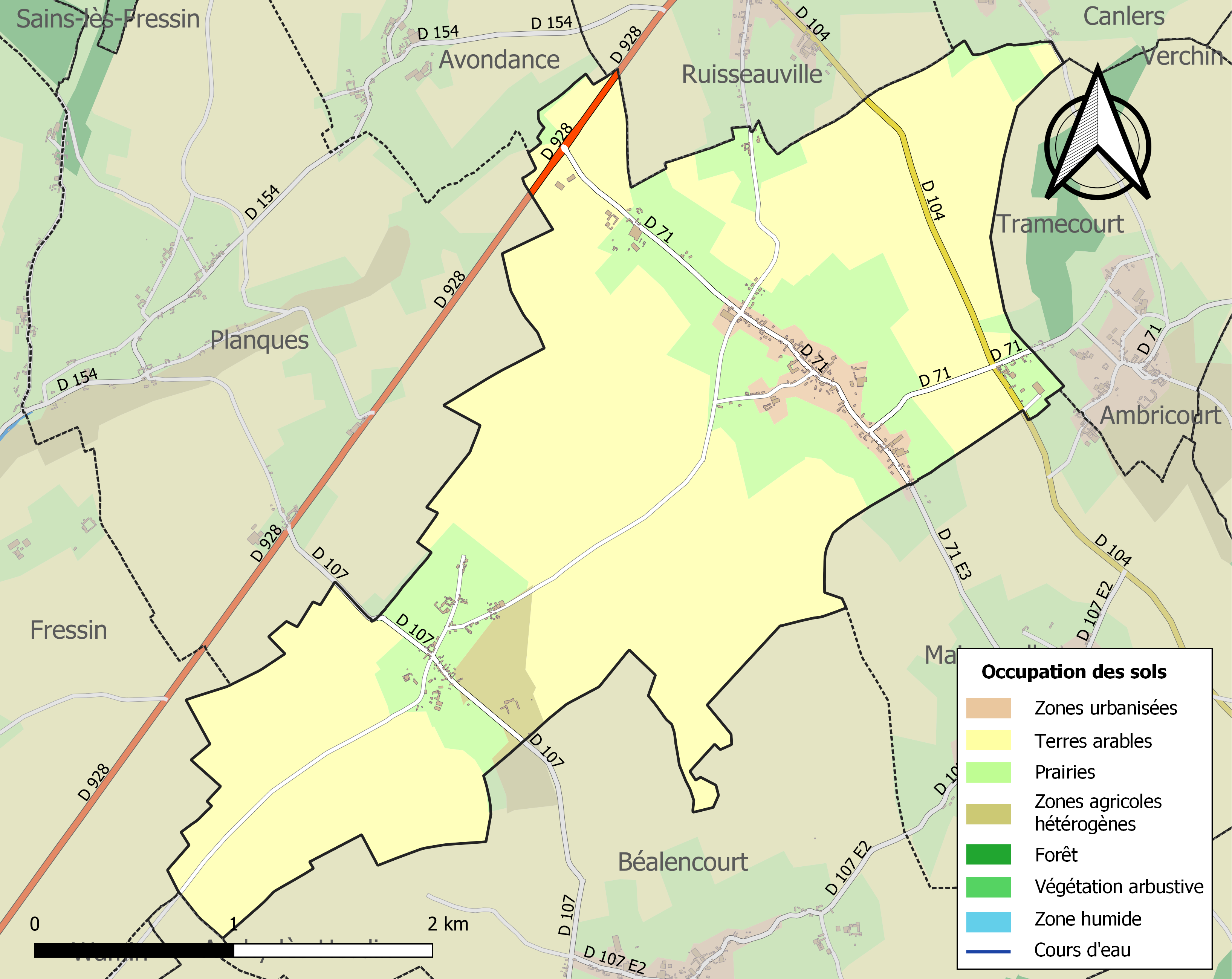
Carte des infrastructures et de l'occupation des sols de la commune en 2018 (CLC).

### Voies de communication et transports

#### Voies de communication
La commune est desservie par la route départementale D 71.

#### Transport ferroviaire
La commune se trouve à 7 km de la gare de Blangy-sur-Ternoise, située sur la ligne de Saint-Pol-sur-Ternoise à Étaples. C'est une halte voyageurs de la Société nationale des chemins de fer français (SNCF), desservie par des trains TER Hauts-de-France.

## Toponymie
Le nom de la localité est attesté sous les formes Aisincurt en 1165 ; Asincurtis et Aisgincurt au XIIe siècle ; Aisincort vers 1202 ; Asincort en 1208 ; Ainsencourt, Aisencourt en 1375 ; Aisencourt au XIVe siècle ; Arsincourt en 1415 ; Azincourt-delez-Blangy-en-Ternois en 1415 ; Ainsincourt en 1474 ; Asincourt au XVe siècle ; Aizincourt en 1545 ; Azincourt depuis 1793.
Ces noms de localités se terminant par -court sont le plus souvent des hameaux ou de petits villages. L'appellatif toponymique -court (français moderne cour) est issu du gallo-roman CORTE qui signifie « domaine », lui-même issu du bas latin cortem ou curtis, évolution du latin classique cohors, d'abord « cour de ferme » puis « domaine rural ». Cet appellatif est généralement précédé d'un nom de personne germanique. Ces formations toponymiques datent du Moyen Âge. Cette façon de nommer les lieux serait liée à l'apport germanique du VIe siècle,.
Le premier élément Azin- s'explique par un nom de personne germanique, Aizo.

## Histoire
C'est sur le territoire de la commune que s'est déroulée la bataille d'Azincourt le 25 octobre 1415 (pendant la guerre de Cent Ans). Ce fut une défaite française face aux troupes anglaises. En quelques heures, près de 10 000 Français, dont de nombreux membres de la noblesse, y perdirent la vie. Jean d'Azincourt et Walerand d'Azincourt furent du nombre de même que Regnault d'Azincourt, seigneur d'Azincourt et de Rutel (commune actuelle de Villenoy en Seine-et-Marne).

## Politique et administration

### Découpage territorial
La commune se trouve dans l'arrondissement de Montreuil du département du Pas-de-Calais.

#### Commune et intercommunalités
La commune est membre de la communauté de communes des 7 Vallées.

#### Circonscriptions administratives
La commune est rattachée au canton d'Auxi-le-Château.

#### Circonscriptions électorales
Pour l'élection des députés, la commune fait partie de la quatrième circonscription du Pas-de-Calais.

### Élections municipales et communautaires

#### Liste des maires
| Période                                  | Période                       | Identité       | Étiquette | Qualité                                            |
| ---------------------------------------- | ----------------------------- | -------------- | --------- | -------------------------------------------------- |
| Les données manquantes sont à compléter. |                               |                |           |                                                    |
| 1983                                     | avril 2014                    | Bernard Boulet |           | Président de la CCCT                               |
| avril 2014,                              | En cours (au 31 janvier 2022) | Nicolas Poclet |           | moniteur éducateur Réélu pour le mandat 2020-2026, |

### Jumelages
La commune est jumelée avec :
| Ville | Ville     | Pays | Pays        | Période     |
| ----- | --------- | ---- | ----------- | ----------- |
|       | Middleham |      | Royaume-Uni | depuis 1987 |

## Équipements et services publics

### Justice, sécurité, secours et défense
La commune dépend du tribunal judiciaire d'Arras, du conseil de prud'hommes d'Arras, de la cour d'appel de Douai, du tribunal de commerce d'Arras, du tribunal administratif de Lille, de la cour administrative d'appel de Douai et du tribunal pour enfants d'Arras.

## Population et société

### Démographie
Les habitants de la commune sont appelés les Azincourtois.

#### Évolution démographique
L'évolution du nombre d'habitants est connue à travers les recensements de la population effectués dans la commune depuis 1793. Pour les communes de moins de 10 000 habitants, une enquête de recensement portant sur toute la population est réalisée tous les cinq ans, les populations de référence des années intermédiaires étant quant à elles estimées par interpolation ou extrapolation. Pour la commune, le premier recensement exhaustif entrant dans le cadre du nouveau dispositif a été réalisé en 2005.

En 2022, la commune comptait 304 habitants, en évolution de +0,33 % par rapport à 2016 (Pas-de-Calais : −0,72 %, France hors Mayotte : +2,11 %).
| 1793 | 1800 | 1806 | 1821 | 1831 | 1836 | 1841 | 1846 | 1851 |
| ---- | ---- | ---- | ---- | ---- | ---- | ---- | ---- | ---- |
| 338  | 352  | 382  | 427  | 452  | 441  | 411  | 411  | 419  |

| 1856 | 1861 | 1866 | 1872 | 1876 | 1881 | 1886 | 1891 | 1896 |
| ---- | ---- | ---- | ---- | ---- | ---- | ---- | ---- | ---- |
| 425  | 438  | 464  | 447  | 423  | 398  | 415  | 364  | 334  |

| 1901 | 1906 | 1911 | 1921 | 1926 | 1931 | 1936 | 1946 | 1954 |
| ---- | ---- | ---- | ---- | ---- | ---- | ---- | ---- | ---- |
| 303  | 319  | 339  | 303  | 285  | 275  | 300  | 255  | 275  |

| 1962 | 1968 | 1975 | 1982 | 1990 | 1999 | 2005 | 2006 | 2010 |
| ---- | ---- | ---- | ---- | ---- | ---- | ---- | ---- | ---- |
| 227  | 220  | 210  | 228  | 250  | 273  | 286  | 290  | 307  |

| 2015 | 2020 | 2022 | - | - | - | - | - | - |
| ---- | ---- | ---- | - | - | - | - | - | - |
| 301  | 311  | 304  | - | - | - | - | - | - |

#### Pyramide des âges
En 2018, le taux de personnes d'un âge inférieur à 30 ans s'élève à 35,2 %, soit en dessous de la moyenne départementale (36,7 %). De même, le taux de personnes d'âge supérieur à 60 ans est de 24,7 % la même année, alors qu'il est de 24,9 % au niveau départemental.
En 2018, la commune comptait 155 hommes pour 153 femmes, soit un taux de 50,32 % d'hommes, légèrement supérieur au taux départemental (48,5 %).
Les pyramides des âges de la commune et du département s'établissent comme suit.
| Hommes | Classe d’âge | Femmes |
| ------ | ------------ | ------ |
| 0,0    | 90 ou +      | 0,7    |
| 4,7    | 75-89 ans    | 8,9    |
| 16,8   | 60-74 ans    | 18,5   |
| 25,6   | 45-59 ans    | 23,3   |
| 16,1   | 30-44 ans    | 15,1   |
| 20,9   | 15-29 ans    | 17,1   |
| 15,9   | 0-14 ans     | 16,4   |

| Hommes | Classe d’âge | Femmes |
| ------ | ------------ | ------ |
| 0,5    | 90 ou +      | 1,6    |
| 5,6    | 75-89 ans    | 8,9    |
| 16,7   | 60-74 ans    | 18,1   |
| 20,2   | 45-59 ans    | 19,2   |
| 18,9   | 30-44 ans    | 18,1   |
| 18,2   | 15-29 ans    | 16,2   |
| 19,9   | 0-14 ans     | 17,9   |

### Manifestations culturelles et festivités
En juillet, se déroule, tous les deux ans, la fête médiévale qui replonge le spectateur dans la période de la bataille d'Azincourt. On y voit un campement, un marché avec des artisans qui font des démonstrations autour de la céramique, de la forge, des reconstitutions de batailles, des combats en armure, des spectacles équestres et de rapaces, une échoppe avec l'alimentation de l'époque…,.

## Économie

### Revenus de la population et fiscalité
En 2019, dans la commune, il y a 112 ménages fiscaux qui comprennent 283 personnes pour un revenu médian disponible par unité de consommation de 20 230 euros, soit supérieur au revenu médian de la France métropolitaine qui est de 21 930 euros,.

## Culture locale et patrimoine

### Lieux et monuments
- L'église Saint-Nicolas, fin XVIIe-début XVIIIe siècle.
- L'église Saint-Laurent, au hameau de Bucamps, XVIIIe siècle.
- Le site de la bataille d'Azincourt (1415) à mi-distance entre les agglomérations d'Azincourt, de Tramecourt et de Maisoncelle.
- Le monument aux morts[44].

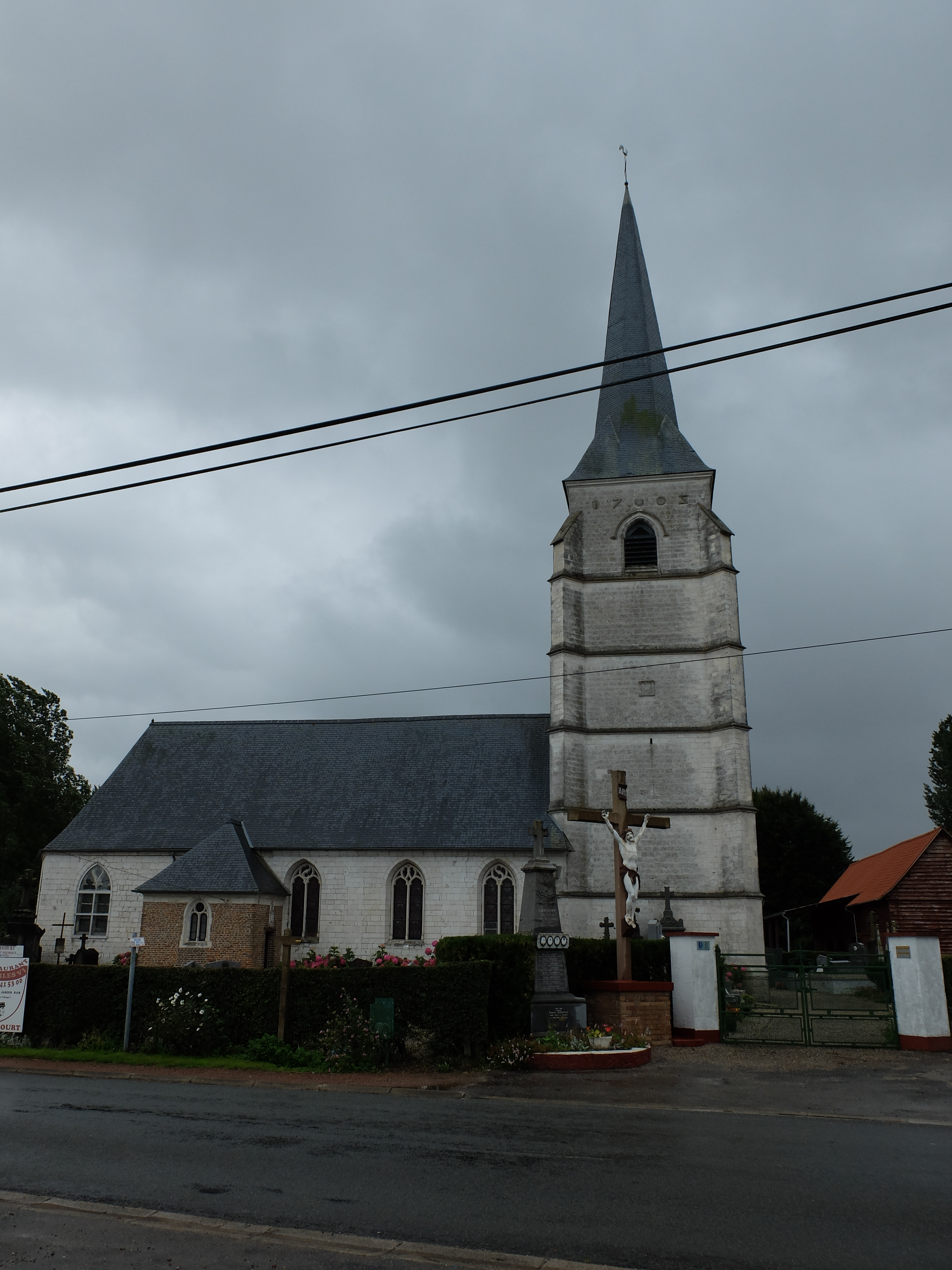
L'église Saint-Nicolas.
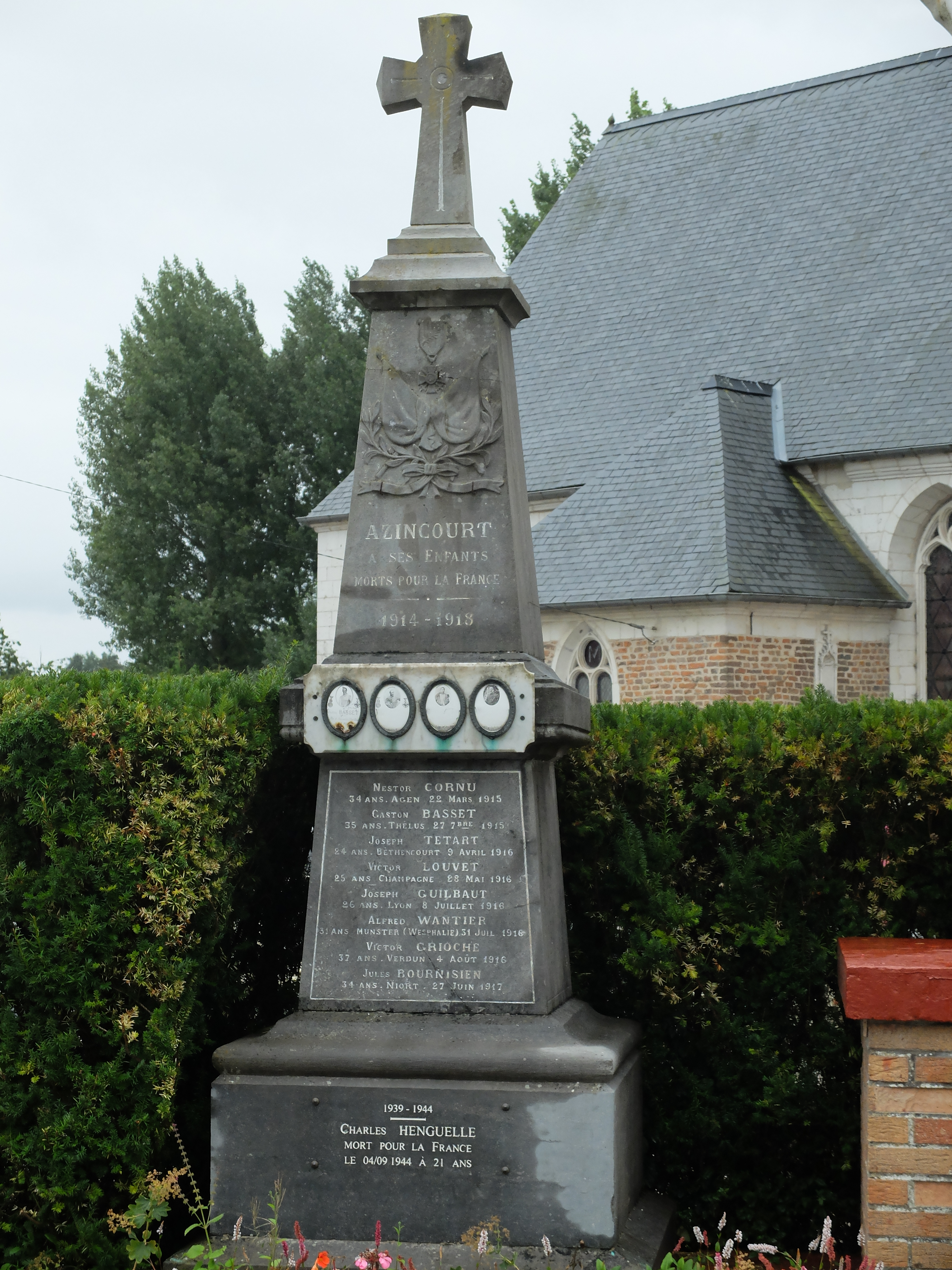
Le monument aux morts.
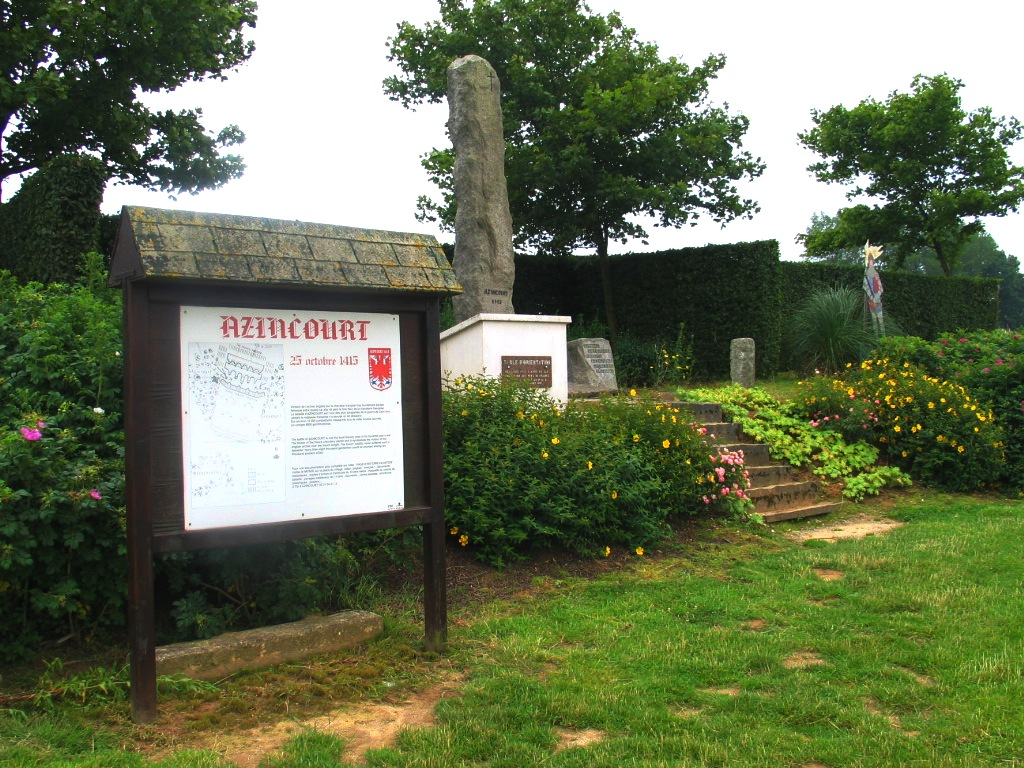
Le mémorial de la bataille d'Azincourt.

### Patrimoine culturel
- Le centre historique médiéval d'Azincourt. Dans le musée ouvert en 2001, a été installée une scénographie interactive de la bataille et, depuis, l'Alliance anglo-française d'Azincourt organise annuellement une reconstitution historique (re-enactment) de la bataille d'Azincourt. En 2015, Azincourt fête le 600e anniversaire de la bataille, du 23 au 26 juillet. Le nouveau centre Azincourt 1415 a été inauguré le 29 août 2019 en présence de l'animateur Stéphane Bern et de Brigitte Macron[45].

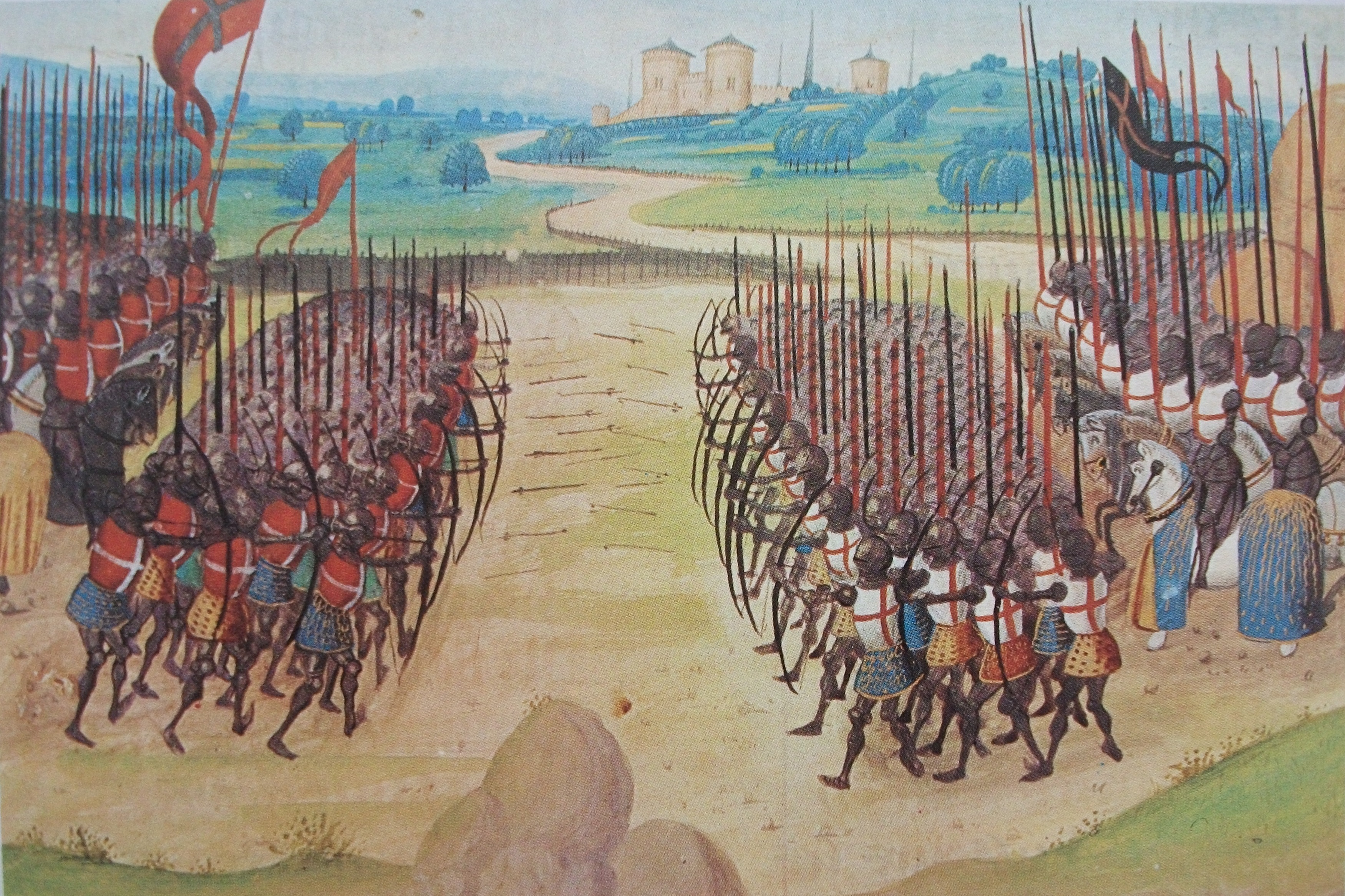
Chroniques d'Enguerrand de Monstrelet, la bataille d'Azincourt.
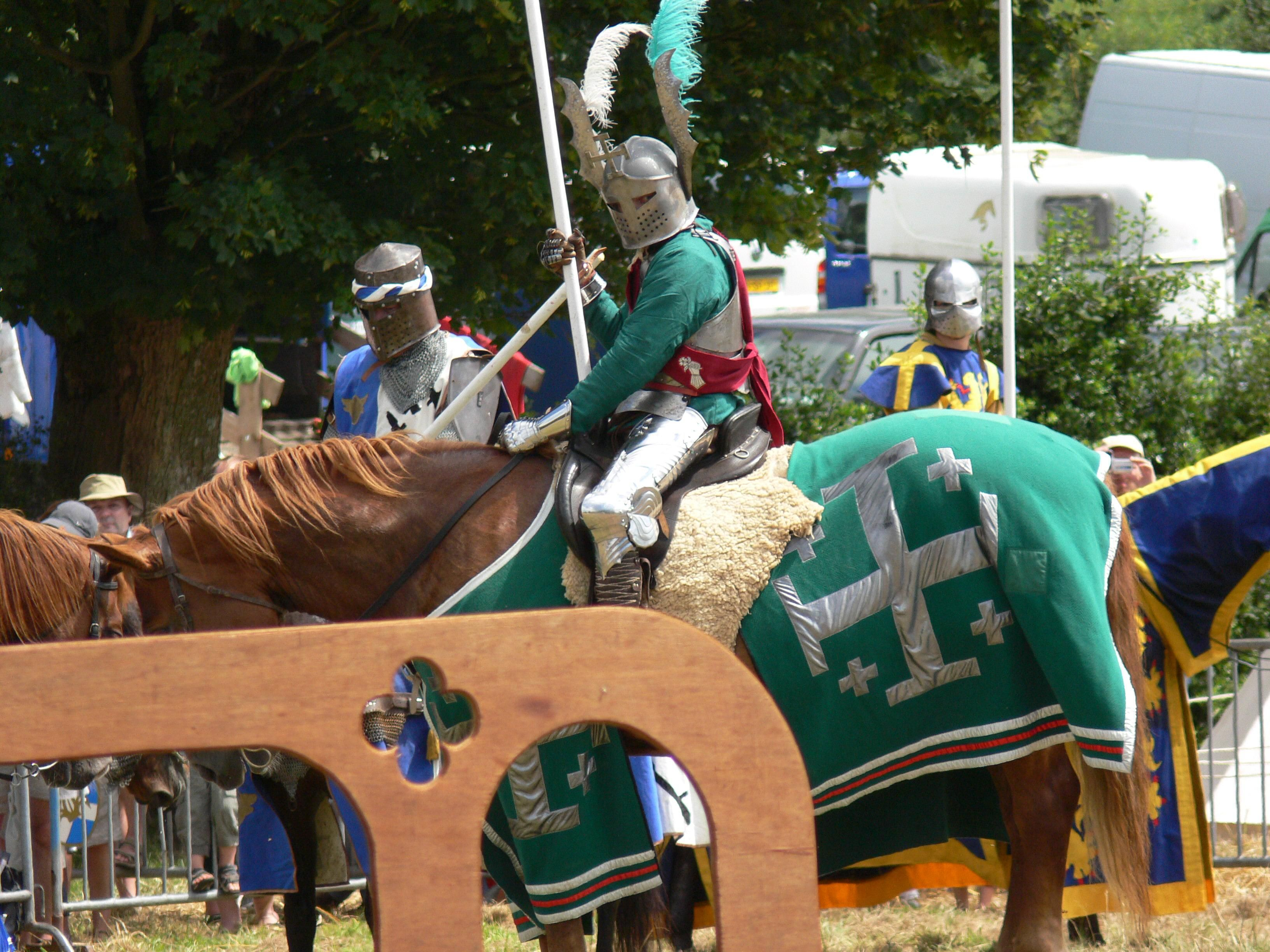
Chevaliers pendant la reconstitution historique 2012.

### Azincourt dans les arts
- Azincourt est le lieu choisi par Georges Perec pour situer une partie de son roman lipogrammique La Disparition.
- Azincourt est le titre d'une chanson de l'album In extremis de Francis Cabrel.
- Azincourt par temps de pluie est un roman de Jean Teulé (2022) qui relate la bataille de 1415.

### Personnalités liées à la commune
- Regnault d'Azincourt (v.1358-1415), seigneur d'Azincourt et de Rutel, mort à la bataille d'Azincourt.
- Jean II Le Meingre (1364-1421), dit Boucicaut, maréchal de France, combattit à la bataille d'Azincourt avant d'être fait prisonnier.
- Charles Ier d'Albret (1368-1415), connétable de France, mort à la bataille d'Azincourt.
- Jean Ier d'Alençon (1385-1415), duc d'Alençon, mort à la bataille d'Azincourt.

### Héraldique
| Blason de Azincourt | Blason  | D'argent à une aigle bicéphale de gueules, becquée, languée et membrée d'azur. Devise / CriAzincourt 1415 |
| Blason de Azincourt | Détails | Armes de Jean II Le Meingre, dit Boucicaut, puis des seigneurs d'Azincourt. Adopté en 1978.               |

## Pour approfondir